# Fiat 1100 Siata Tipo Ufficio
La Fiat 1100 Siata Tipo Ufficio est un prototype automobile fabriqué par le constructeur italien Siata en 1943.

## Le contexte historique
Les bombardements répétés des forces américaines qui touchèrent pratiquement toutes les villes du Nord de l'Italie à partir du mois de novembre 1942, avaient fortement mis en difficulté les grosses usines de Lombardie et du Piémont notamment. L'objectif stratégique des armées alliées était de réduire la puissance de la production italienne, mais ces dévastations causèrent souvent beaucoup de dommages collatéraux redoutés par les industriels : la destruction des bureaux et autres ateliers indépendants des usines. Très souvent, les incendies qui découlaient des bombardements détruisaient les archives des usines, détruisant irrémédiablement le patrimoine de ces entreprises, brevets, contrats, quittances et titres, etc. 

Beaucoup d'entrepreneurs essayèrent de transférer ces archives dans leur résidence secondaire, à la mer ou à la montagne, loin des villes et des zones industrielles ce qui causa une gêne importante dans le fonctionnement au quotidien, vu l'impossibilité de consulter en temps réel ces documents. 
Tenant compte de ce problème crucial pour les entreprises, Siata étudia une parade et présenta une voiture qui serve de bureau et de stockage des archives.

## La voiture
Construite sur la base mécanique de la Fiat 1100 L à empattement long, la Siata Tipo Ufficio avait une carrosserie que l'on définirait aujourd'hui monospace avec une partie arrière en porte à faux facilement détachable et rattachable du corps avant de la voiture. C'est cette « remorque » qui servait au stockage des documents archivés. 
L'habitacle était très haut et spacieux. On y accédait par quatre portes qui donnaient accès à une confortable banquette arrière et à deux fauteuils tournants à l'avant. Le volant était démontable et servait de support de table au centre du véhicule, entre les rangées de sièges. 
Malgré ses dimensions et son profil haut peu aérodynamique, la voiture atteignait la vitesse de 90 km/h.
Ce prototype roulant, prêt à être industrialisé, a été présenté le 10 novembre 1943. Il existait également une formule à 8 places pour les familles nombreuses.
Les évènements liés à la guerre empêchèrent le lancement de la production en petite série de la Siata Tipo Ufficio dont toutefois quelques exemplaires ont été fabriqués mais dont aucun n'a été restauré.